# Szimin Behbaháni
Szimin Behbaháni (Teherán 1927. július 20. – Teherán, 2014. augusztus 19.) iráni költőnő.

## Életpályája
Szimin Khalili néven született, Anyja művelt nő volt, aki zenélt, verseket írt és francia nyelvtanításból élt. Apja napilap-alapító és főszerkesztő, publicista, író, történész volt. 
Szimin Behbaháni jogot végzett Teheránban. És annak ellenére, hogy irodalomtanárként dolgozott, verseket és prózát írt, élete végéig nem távolodott el a jogtól, jogi szakvéleményeket adott. Behbaháni határozottan fellépett a nők jogaiért, ezért megkapta a női jogok védőinek járó Simone de Beauvoir-díjat Franciaországban.
Kétszer jelölték irodalmi Nobel-díjra, 1999-ben és 2002-ben. 2013-ban megkapta a Magyar PEN Club által adományozott Janus Pannonius Költészeti Nagydíjat.
A hatalom soha sem szerette a következetes, közmegbecsülésben álló írónőt, 2010-től még az útvelét is bevonták, csak a Janus Pannonius-díj odaítélése után kapta vissza. Saját bevallása szerint azért tartotta számon ezt a díjat a legkedvesebb díjai között, mert a szabadsága egy szeletét adta vissza.
Tizenkilenc kötete jelent meg, több, mint hatszáz verset, számos esszét és néhány novellát hagyott hátra. Magyarul a díjátadóra jelent meg első könyve.

## Magyarul
- Elhagyott szentély;  Szerkesztette: Szőcs Géza és Weiner Sennyey Tibor. Technikai szerkesztés: Lőrincz Gergely. Fordították: Balogi Virág, Danyi Zoltán, Freund Éva, Nádasdy Ádám, Oravecz Péter, Szőcs Géza, Terék Anna, Turczi István, Weiner Sennyey Tibor.; PEN Club–Pluralica, Bp., 2013